# ليلاند (مغني)
ليلاند (بالإنجليزية: Leland)‏ هو مغني وكاتب أغاني أمريكي، ولد في 1991.

## وصلات خارجية
- ليلاند على موقع IMDb (الإنجليزية)
- ليلاند على موقع أول ميوزيك (الإنجليزية)
- ليلاند على موقع قاعدة بيانات الفيلم (الإنجليزية)